# 안용준
안용준(1987년 11월 22일 ~ )은 대한민국의 배우이다. 중학생 때까지 쇼트트랙 선수였다. 2015년 9월 19일 9살 연상의 가수 베니와 결혼식을 올렸다. 펜싱선수 안용준과는 동명이인이다.

## 학력
- 숭실고등학교
- 명지전문대학 연극영상과

## 연기 활동

### 드라마
- 2006년 SBS 주말 특별기획 《사랑과 야망》 ... 박상우 역
- 2006년 KBS2 청소년드라마 《성장드라마 반올림》 ... 배성준 역
- 2006년 MBC 창사특별기획 《주몽》 ... 주몽의 아들, 유리 역
- 2006년 MBC 청춘시트콤 《레인보우 로망스》
- 2006년 SBS 금요드라마 《내 사랑 못난이》 ... 어린 호태 역
- 2006년 SBS 금요드라마 《마이 러브》 ... 조이환 역
- 2006년 EBS 청소년드라마 《비밀의 교정》 ... 이기영 역
- 2006년 MBC 미니시리즈 《90일, 사랑할 시간》 ... 준호 역
- 2007년 KBS2 미니시리즈 《경성스캔들》 ... 강인호 역
- 2007년 SBS 주말 특별기획 《칼잡이 오수정》 ... 최수혁 역
- 2007년 MBC 단막극 《MBC 베스트극장 - 봉재 돌아오다》 ... 박준호 역
- 2008년 SBS 주말극장 《행복합니다》 ... 이준영 역
- 2009년 SBS E! 시트콤 《초건방》
- 2010년 KBS1 6.25 60주년 특별기획드라마 《전우》 ... 김범우 역
- 2010년 OCN 미니시리즈 《신의 퀴즈 시즌 1》 ... 정하윤 역
- 2011년 KBS2 4부작 연작드라마 《KBS 드라마 스페셜 연작 시리즈 - 헤어쇼》 ... 동호 역
- 2011년 MBC 미니시리즈 《지고는 못살아》 ... 정지호 역(특별출연)
- 2011년 KBS2 단막극 《KBS 드라마 스페셜 - 기쁜 우리 젊은 날》 ... 소매치기 역(우정출연)
- 2011년 OCN 미니시리즈 《신의 퀴즈 시즌 2》 ... 정하윤 역
- 2012년 JTBC 특집드라마 《몬스터》 ... 장판수 역
- 2012년 SBS Plus 미니시리즈 《풀하우스 2》 ... 제이 역
- 2012년 KBS2 미니시리즈 《전우치》 ... 이거 역
- 2013년 MBC 수목 미니시리즈 《투윅스》 ... 진일도 역
- 2014년 MBC 저녁 일일연속극 《소원을 말해봐》 ... 김덕규 역
- 2014년 KBS Drama 수목 미니시리즈 《S.O.S 나를 구해줘》 ... 김지훈 역
- 2017년 OCN 주말 미니시리즈 《터널》 ... 김희준 역
- 2017년 MBC 수목 미니시리즈 《병원선》 ... 등산객 남 역
- 2022년 MBC 저녁 일일연속극 《비밀의 집》 ... 허진호 역
- 2022년 tvN 주말 미니시리즈 《슈룹》
- 2023년 KBS1 저녁 일일연속극 《금이야 옥이야》... 장호식 역

### 영화
- 2008년 《첫사랑》
- 2009년 《킹콩을 들다》 ... 송인호 역(우정출연)
- 2011년 《체포왕》 ... 김 형사 역
- 2012년 《강철대오: 구국의 철가방》 ... 도이경 역
- 2013년 《남자사용설명서》 ... 성재 역
- 2014년 《청춘학당: 풍기문란 보쌈 야사》 ... 류 역
- 2016년 《하프》 ... 이민수 / 이민아 역
- 2021년 《나는 나를 해고하지 않는다》 ... 김민혁 대리 역

## 그 외 활동

### 뮤직비디오
- 2007년 투앤비 - 여자이니까
- 2011년 어쿠스틱 콜라보 - 그대와 나, 설레임
- 2012년 허각 - 나를 사랑했던 사람아
- 2012년 허각 - 아프다
- 2012년 10cm - 사랑이 방울지네

### 광고
- 2006년 보건복지부 금연 캠페인
- 2007년 빙그레 메타콘
- 2007년 동아제약 박카스

### 음반
- 2015년 《피너츠송》